# Chiesa di San Tommaso di Canterbury (Voghiera)
La chiesa di San Tommaso di Canterbury è la parrocchiale di Gualdo, frazione di Voghiera in provincia di Ferrara. Risale al XIII secolo.

## Storia

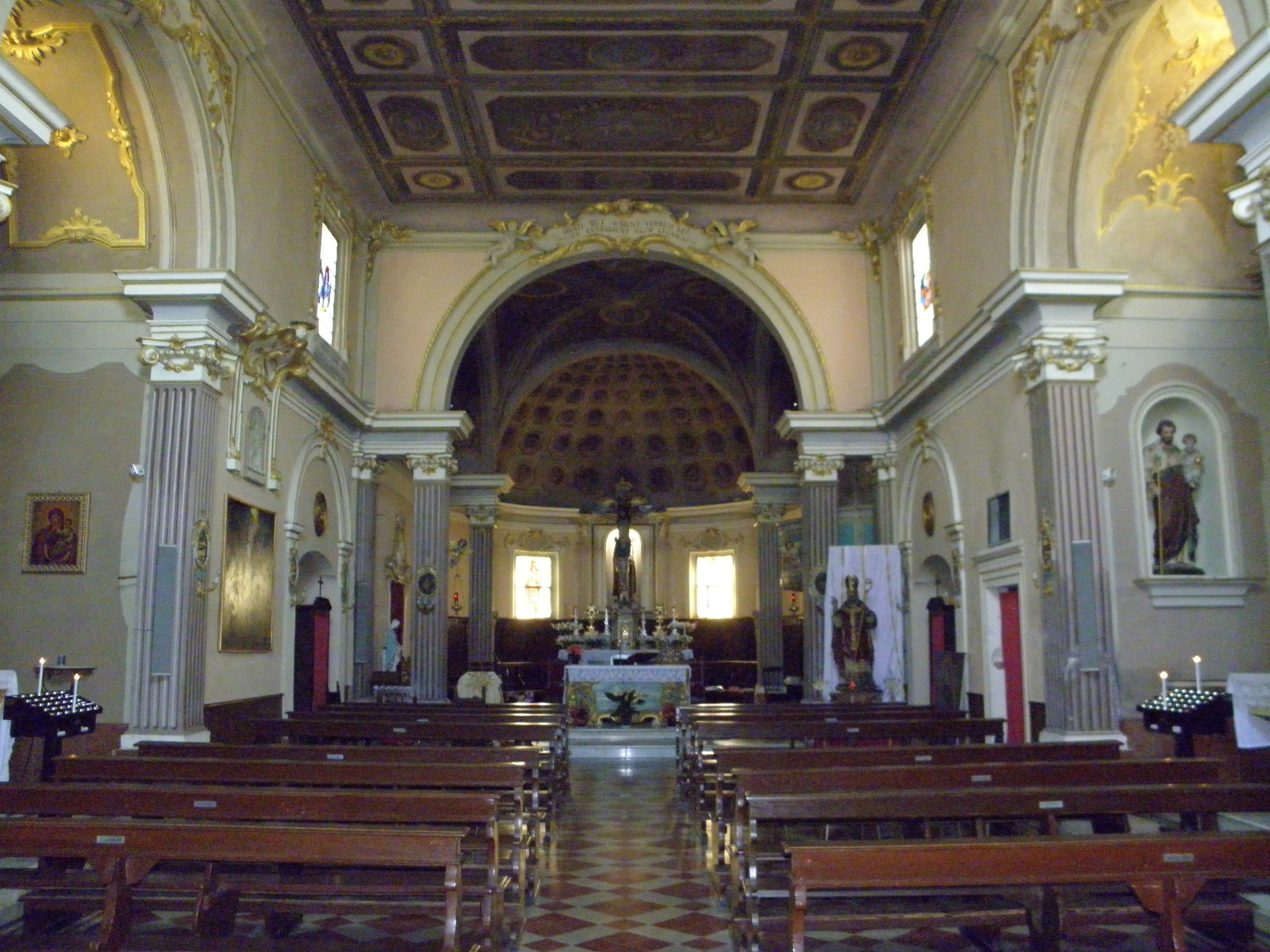
Interno della chiesa.

Anticamente questa parte della provincia di Ferrara era attraversata da un fiume, il Sandalo, che progressivamente si è interrato perdendo la sua importanza come via di comunicazione tra le aree di Ferrara e di Ravenna. La chiesa a Gualdo venne costruita nel XIII secolo, quando il fiume scorreva sul territorio e in questo punto esisteva un guado.
La dedicazione a San Tommaso si fa risalire ad un voto espresso da un passante che fu aiutato dal santo, forse ad attraversare il fiume.
Il cardinale Alessandro Mattei, in una sua visita pastorale effettuata quando ancora non era stato eletto arcivescovo di Ferrara, nel 1776, annotò il cattivo stato nel quale si trovava l'edificio sacro e questo ebbe come conseguenza la sua riedificazione, realizzata poco più di un decennio più tardi.
Un'importante lavoro di ristrutturazione venne realizzato nel primo dopoguerra del XX secolo e in tale intervento gli interni della sala vennero decorati dal romano Ermete Marini.
Un ultimo restauro conservativo è stato attuato nel primo decennio del XXI secolo, con interventi sulla copertura del tetto e la ritinteggiatura della navata.